# Zach Bogosian
Zachary M. "Zach" Bogosian, född 15 juli 1990 i Massena i New York, är en amerikansk professionell ishockeyback som spelar för Tampa Bay Lightning i NHL.
Han har tidigare spelat för Atlanta Thrashers, Winnipeg Jets, Buffalo Sabres och Toronto Maple Leafs i NHL; Chicago Wolves i AHL samt Peterborough Petes i OHL.
Bogosian draftades av Atlanta Thrashers i första rundan i 2008 års draft som tredje spelaren totalt.
Han vann Stanley Cup med Tampa Bay Lightning för säsongen 2019–2020.
Den 11 februari 2015 skickade Jets iväg Bogosian, Evander Kane och Jason Kasdorf till Buffalo Sabres i utbyte mot Tyler Myers, Drew Stafford, Joel Armia, Brendan Lemieux och ett första draftval.

## Statistik
| 2004–2005  | Cushing Penguins    |            | 34  | 0  | 1   | 1   | —   | —  | — | — | — | —  |
| 2005–2006  | Cushing Penguins    |            | 36  | 1  | 16  | 17  | —   | —  | — | — | — | —  |
| 2006–2007  | Peterborough Petes  | OHL        | 67  | 7  | 26  | 33  | 63  | —  | — | — | — | —  |
| 2007–2008  | Peterborough Petes  | OHL        | 60  | 11 | 50  | 61  | 72  | 5  | 0 | 3 | 3 | 8  |
| 2008–2009  | Atlanta Thrashers   | NHL        | 47  | 9  | 10  | 19  | 47  | —  | — | — | — | —  |
|            | Chicago Wolves      | AHL        | 5   | 1  | 0   | 1   | 0   | —  | — | — | — | —  |
| 2009–2010  | Atlanta Thrashers   | NHL        | 81  | 10 | 13  | 23  | 61  | —  | — | — | — | —  |
| 2010–2011  | Atlanta Thrashers   | NHL        | 71  | 5  | 12  | 17  | 29  | —  | — | — | — | —  |
| 2011–2012  | Winnipeg Jets       | NHL        | 65  | 5  | 25  | 30  | 71  | —  | — | — | — | —  |
| 2012–2013  | Winnipeg Jets       | NHL        | 33  | 5  | 9   | 14  | 29  | —  | — | — | — | —  |
| 2013–2014  | Winnipeg Jets       | NHL        | 55  | 3  | 8   | 11  | 48  | —  | — | — | — | —  |
| 2014–2015  | Winnipeg Jets       | NHL        | 41  | 3  | 10  | 13  | 40  | —  | — | — | — | —  |
|            | Buffalo Sabres      | NHL        | 21  | 0  | 7   | 7   | 38  | —  | — | — | — | —  |
| 2015–2016  | Buffalo Sabres      | NHL        | 64  | 7  | 17  | 24  | 68  | —  | — | — | — | —  |
| 2016–2017  | Buffalo Sabres      | NHL        | 56  | 2  | 9   | 11  | 46  | —  | — | — | — | —  |
| 2017–2018  | Buffalo Sabres      | NHL        | 18  | 0  | 1   | 1   | 20  | —  | — | — | — | —  |
| 2018–2019  | Buffalo Sabres      | NHL        | 65  | 3  | 16  | 19  | 52  | —  | — | — | — | —  |
| 2019–2020  | Buffalo Sabres      | NHL        | 19  | 1  | 4   | 5   | 10  | —  | — | — | — | —  |
|            | Tampa Bay Lightning | NHL        | 8   | 0  | 2   | 2   | 12  | 20 | 0 | 4 | 4 | 12 |
| 2020–2021  | Toronto Maple Leafs | NHL        | 45  | 0  | 4   | 4   | 49  | 7  | 0 | 1 | 1 | 0  |
| 2021–2022  | Tampa Bay Lightning | NHL        | 48  | 3  | 5   | 8   | 53  | 22 | 0 | 3 | 3 | 4  |
| 2022–2023  | Tampa Bay Lightning | NHL        | 46  | 1  | 4   | 5   | 42  | 5  | 0 | 1 | 1 | 7  |
| NHL totalt | NHL totalt          | NHL totalt | 783 | 57 | 156 | 213 | 715 | 54 | 0 | 9 | 9 | 23 |
| OHL totalt | OHL totalt          | OHL totalt | 127 | 18 | 76  | 94  | 135 | 5  | 0 | 3 | 3 | 8  |

### Internationellt
| Källa: Uppdaterad: 2023-05-27 | Källa: Uppdaterad: 2023-05-27 | Källa: Uppdaterad: 2023-05-27 |         | Utv = Utvisningsminuter | Utv = Utvisningsminuter | Utv = Utvisningsminuter | Utv = Utvisningsminuter | Utv = Utvisningsminuter |
| År                            | Lag                           | Mästerskap                    | Matcher | Mål                     | Assists                 | Poäng                   | Utv                     |                         |
| ----------------------------- | ----------------------------- | ----------------------------- | ------- | ----------------------- | ----------------------- | ----------------------- | ----------------------- | ----------------------- |
| 2009                          | USA                           | VM                            | 9       | 0                       | 1                       | 1                       | 2                       |                         |
| Senior totalt                 | Senior totalt                 | Senior totalt                 | 9       | 0                       | 1                       | 1                       | 2                       |                         |